# Oxazepam
Oxazepam ist eine chemische Verbindung aus der Gruppe der Benzodiazepine, die als Arzneistoff mit angstlösenden (anxiolytischen) und entspannenden (sedierenden) Eigenschaften, d. h. als Tranquilizer mit mittellanger Wirkdauer, eingesetzt wird. Die Indikationen, Kontraindikationen, Nebenwirkungen und Wechselwirkungen entsprechen denen aller Benzodiazepine. Oxazepam wurde 1965 von der Dr. Karl Thomä GmbH (heute Boehringer Ingelheim) auf den Markt gebracht. Es kann schon nach kurzer Anwendung zu einer psychischen und körperlichen Abhängigkeit kommen, siehe dazu Schädlicher Gebrauch von Benzodiazepinen.

## Pharmakologie
Oxazepam ist ein pharmakologisch aktiver Metabolit des Diazepams und bildet selbst keine aktiven Metabolite mehr. Der Wirkeintritt erfolgt bei Oxazepam langsamer als bei den meisten anderen Benzodiazepinen, so dass es für akute Situationen etwas schlechter geeignet ist als z. B. das ähnliche Lorazepam. Die Wirkdauer beträgt 8 bis 12 Stunden. Oxazepam und Lorazepam werden nicht über das Cytochrom P450-System (CYP2C19) abgebaut und verändern daher auch bei einer CYP2C19-Mutation (2–5 % der deutschen Bevölkerung) ihre Wirkdauer nicht. Das ist ein erheblicher Vorteil dieser Substanzen im Vergleich zu anderen Benzodiazepinen. Da der Metabolismus lediglich über eine Glucuronidierung stattfindet, ist selbst bei fortgeschritteneren Leberschäden nicht mit einer wesentlich verlängerten Wirkdauer zu rechnen, was einen weiteren Vorteil darstellt. Dennoch ist bei Leberzirrhose eine Therapie unter Spiegelkontrolle sinnvoll.

## Anwendung in der Schwangerschaft und Stillzeit
Die Einnahme von Benzodiazepinen während der Schwangerschaft kann zu unerwünschten Wirkungen beim Ungeborenen führen. Oxazepam darf deshalb während der Schwangerschaft nur bei eindeutiger Notwendigkeit eingenommen werden. Es kann beim Neugeborenen zu Hypotonie, Hypothermie, Hypoaktivität und Atemdepression kommen. Entzugssymptome können auch später erscheinen. Bei Tierversuchen gibt es Hinweise auf Verhaltensstörungen der Nachkommen von Muttertieren, denen Benzodiazepine verabreicht wurden.

## Isomerie
Oxazepam enthält ein Stereozentrum. Folglich gibt es zwei Enantiomere, das (R)- und das (S)-Isomer, die signifikant unterschiedlich an Serumalbumine binden.
Bei der Synthese von Oxazepam entsteht das Racemat. Die Enantiomere sind instabil und racemisieren rasch in wässriger Lösung unter Ringöffnung zum tautomeren Iminoaldehyd, so dass sich die pharmazeutische Verwendung eines reinen Enantiomers erübrigt.

## Gewinnung und Darstellung
Oxazepam kann aus Demoxepam gewonnen werden.

## Handelsnamen
Adumbran (D, A), Anxiolit (A, CH), Durazepam (D), Praxiten (D, A), Seresta (CH), zahlreiche Generika (D)